# Вагнер, Кэти
Кэтрин «Кэти» Вагнер (англ. Katharine «Katie» Wagner; 11 мая 1964, Лос-Анджелес, Калифорния, США) — американская журналистка и телеведущая.

## Биография и карьера
Кэтрин Вагнер (была названа в честь друга семьи — актрисы Кэтрин Хепбёрн) родилась 11 мая 1964 года в Лос-Анджелесе (штат Калифорния, США) в семье актёров Роберта Вагнера (род.1930) и Мэрион Маршалл (род.1930), которые были женаты в 1963—1970 года. У Кэти есть два старших сводных брата от второго брака её матери со Стэнли Доненоми — Питер Донен (род.1953) и Джошуа Донен (род.1955); младшая сводная сестра по отцу от его третьего брака с Натали Вуд — Наташа Грегсон Вагнер (род.1970).
В 1982 году Кэти окончила «Beverly Hills High School». После окончания средней школы Вагнер поступила в «Santa Barbara City College», но после окончания семестра она покинула его, чтобы работать моделью в Токио и Лондоне.

## Личная жизнь
С 7 июля 2007 года Кэти замужем за актёром Лейфом Льюисом, с которым она встречалась 2 года до их свадьбы. У супругов есть сын — Райли Джон Вагнер-Льюис (род.21.09.2006).